# آن إيفانز
آن إيفانز (بالإنجليزية: Anne Evans)‏ هي مغنية ومغنية أوبرا بريطانية، ولدت في 20 أغسطس 1941 في لندن الكبرى في المملكة المتحدة.

## وصلات خارجية
- آن إيفانز على موقع IMDb (الإنجليزية)
- آن إيفانز على موقع ميوزك برينز (الإنجليزية)
- آن إيفانز على موقع أول ميوزيك (الإنجليزية)
- آن إيفانز على موقع ديسكوغز (الإنجليزية)
- آن إيفانز على موقع قاعدة بيانات الفيلم (الإنجليزية)